# Trelleborgs Skolparti
Trelleborgs Skolparti (TS) är ett lokalt politiskt parti i Trelleborgs kommun. I valet 2006 erhöll partiet 610 röster, vilket motsvarade 2,51 procent. TS är sedan dess representerat i Trelleborgs kommunfullmäktige med ett mandat. Partiet bildades 2006.

## Valresultat
| År   | Andel röster | Antal mandat |
| ---- | ------------ | ------------ |
| 2006 | 2,51 %       | 1 (av 51)    |